# 1750.
1750. je šesto desetletje v 18. stoletju med letoma 1750 in 1759. 